# West Rasen
West Rasen est une paroisse civile et un village du Lincolnshire, en Angleterre.